# Dark psychedelic trance
Sötét psytrance (Nevezik simán darknak vagy "magyarosabban" dárknak) egy sötétebb, gyorsabb és torzabb alakja a psychedelic trance zenének, a tempó általában 140-től 165 BPM-ig terjed. A killerpsy is hasonló mint a dark de gyorsabb , 160-200 ig kb. A dárk inkább effektesebb, sötétebb, dallamosabb, a killer inkább a dinamizumussal operál, mint az effektekkel. Ilyenek: Gorump Peyya, Kalilaskov AS, Melorix stb. Ezt a változatot néha Psycore vagy Speedtrance hívják különböző helyeken, mindazonáltal ez egy nagyobb sebességű szabványos sötét psytrance. Származási helye Oroszország és Németország, de a stílus világszerte terjed.
A sötét psytrance megnevezést használják a keményebb hangzást megszólaltató psychedelic trance stílushoz. Kevésbé jellemző rá a dallam és a hosszabb kiállások mint pl a fullonnál.
Több meghatározó alaktól eltérően, mint a trance zene, a sötét psytrance általában nem használ éneket, bár beszéddel és ahhoz hasonló mintákkal találkozhatunk, amik általában különböző filmekből vannak kinyerve, különösen horrorfilmekből. Néhány mintát másik zenei műfajokból alakítanak át.
A zenék hangulata és témája gyakran hasonlítanak azokra a műfajokra, mint dark ambient, musique concrete, darkcore, cybergrind, power noise és indusztriális zene. Bár bizonyos mértékig heavy metal gitárokat is használnak. Gyakran megtalálható még gépekre, berendezésekre jellemző hangok is a sötét psytrance zenében. (Jó példák erre Audiosex, Kindzadza, Cosmo, Highko stb.)
Nemrég a sötét psytrance művészek egy része megteremtette a dallamosabb South African sötét fullon stílust, mint N3XU5, Darkpsy és Fungus Funk), amíg néhány másik szerző elkezdett kísérletezni melódiákkal és a morning trance elemeivel a sötét psy stíluson belül: olyan szerzők,  mint Deja Vu Fabrique, Parasense, Ocelot vagy CPC. Ebből alakult ki napjainkban a darkon, night fullon.

## Tényleges alstílusok

### Twilight / nightfullon / dark-on
A psytrance azon formája, melyben a fullon és a dark hangok keverednek, ahogy a neve is mutatja (twilight=alkony), a rendezvényeken és bulikon is inkább a hajnali órák hangulatához illő zene

### Forest
Egy leágazása a darkpsy-nak, az eltérést nehéz megmagyarázni. A Forest zenében van egy különleges vibrálás, ha elég ideig hallgatsz psy-trance zenét, megtanulsz különbséget tenni. Általában erdei hangok és organikus ritmusok jellemzik, komplexebb a szimpla "dark" zenéknél.

### Klasszik-dark / Killer / Hi(gh)tech / Psycore
160 bpm feletti, őrült, lüktető zaj áradat ami egy irányított káoszhoz hasonlít. Egyre népszerűbbé válik, és világszerte hallgatják. A legtöbb zene témája nem is "dark" csak gyors. Lehet dallamos és felemelő, de lehet sötét és lehangoló is, vagy a kettő egyszerre.